# 萨罗
萨罗（法語：Caro，当地拼写作，法語發音：[saʁo]）是法国大西洋比利牛斯省的一个市镇，属于巴约讷区。

## 地理
萨罗（43°8'51"N, 1°13'3"W）面积4.01 平方千米，位于法国新阿基坦大区大西洋比利牛斯省，该省份为法国东南部省份，涵盖了贝阿恩与北巴斯克，西临大西洋比斯開灣，北至朗德省，东北接热尔省，东临上比利牛斯省，南与西班牙接壤。
与萨罗接壤的市镇（或旧市镇、城区）包括：安西勒、旧圣让、圣让皮耶德波尔、圣米歇尔。
萨罗的时区为UTC+01:00、UTC+02:00（夏令时）。

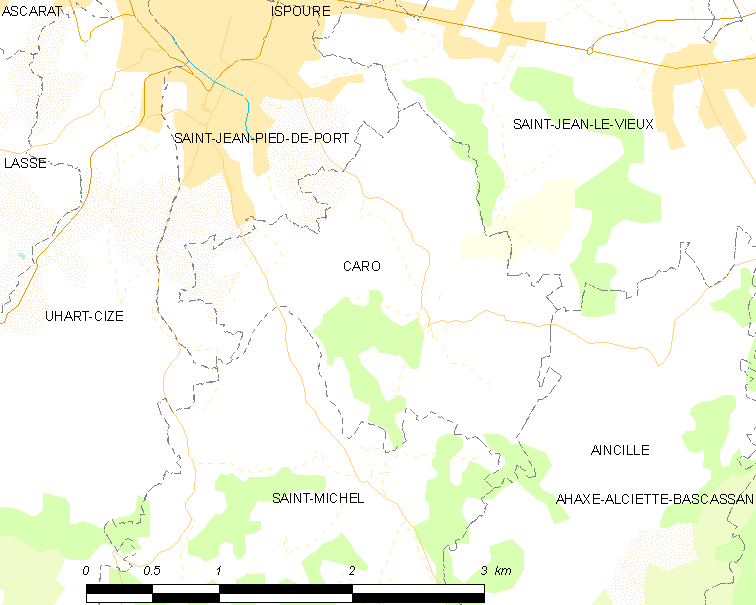
萨罗的OSM定位图

## 行政
萨罗的邮政编码为64220，INSEE市镇编码为64166。

## 政治
萨罗所属的省级选区为巴斯克山地县。

## 人口

1962-2008年间萨罗人口变化图示

萨罗于2022年1月1日时的人口数量为174人。